# Грбавица (стадион)
Грбавица (босн. Stadion Grbavica) — стадион в Сараево, домашняя арена футбольного клуба «Железничар».
Стадион расположен в районе Грбавица, в честь которого он и был назван. Это футбольный стадион, без легкоатлетических дорожек. За время своего существования стадион трижды реконструировался и расширялся.
Начало истории Грбавицы начинается в 1949 году, когда начались работы в рамках трудовой акции, инициированной членами Спортивного союза рабочих Железничара, к которым присоединились многочисленные болельщики. Первоначально была только одна настоящая трибуна — западная, перенесённая со стадиона «6 апреля». В то время на стадионе могли также проводиться легкоатлетические соревнования и велогонки. Первые матчи состоялись в 1953 году, официальное открытие состоялось 13 сентября 1953 года. В рамках югославской второй лиги «Железничар» принимал «Шибеник» и победил 4:1.
В конце июня 1968 года начались масштабные работы по благоустройству и реконструкции территории, в результате чего стадион был закрыт следующие восемь лет. По иронии судьбы, именно эти годы были наиболее успешны в истории клуба. «Железничар» выиграл чемпионат Югославии и играл в Еврокубках на поле своего злейшего соперника «Сараево». Лишь 25 апреля 1976 года «Грбавица» вновь стала принимать футбольные матчи. После реконструкции стадион стал футбольным, без дорожек.
Кубок УЕФА 1984/1985 «Железничар» провёл успешно, дойдя до полуфинала. 24 апреля 1985 года против «Видеотона» зафиксирован рекорд посещаемости стадиона — более 25 тысяч болельщиков наблюдало за победой хозяев 2:1, которой, впрочем, не хватило для выхода в финал. Примерно такая посещаемость была и 6 марта 1985 года в четвертьфинале против минского «Динамо», когда «Железничар» победил 2:0.
В 1986 году была построена новая северная трибуна. В 1987 году сборная Югославии по футболу сыграла свой первый и единственный в истории футбольный матч на «Грбавице» победив сборную Северной Ирландии сл счётом 3:0.
Стадион получил серьёзные повреждения во время Боснийской войны, начавшейся в 1992 году. Грбавица находилась между первыми линиями фронта и выдерживала ожесточённые бои между силами мусульман и боснийских сербов. Западная трибуна была практически уничтожена. Лишь в 1996 году здесь снова состоялся футбольный матч, символично, что первым матчем стала игра с «Сараево». Болельщики наблюдали матч с северных трибун, наименее пострадавших в войну. Посещаемость составила 5377 человек.
В 2000-е гг до 2017 года стадион постепенно реставрировался. В апреле 2017 года была введена в строй восточная трибуна на 4650 мест, что позволило сборной страны проводить здесь официальные матчи. В марте 2020 года было закончено строительство крыши над трибунами.
Официально стадион вмещает 13146 сидячих мест, после реконструкции он может принимать 16100 болельщиков.

## Галерея

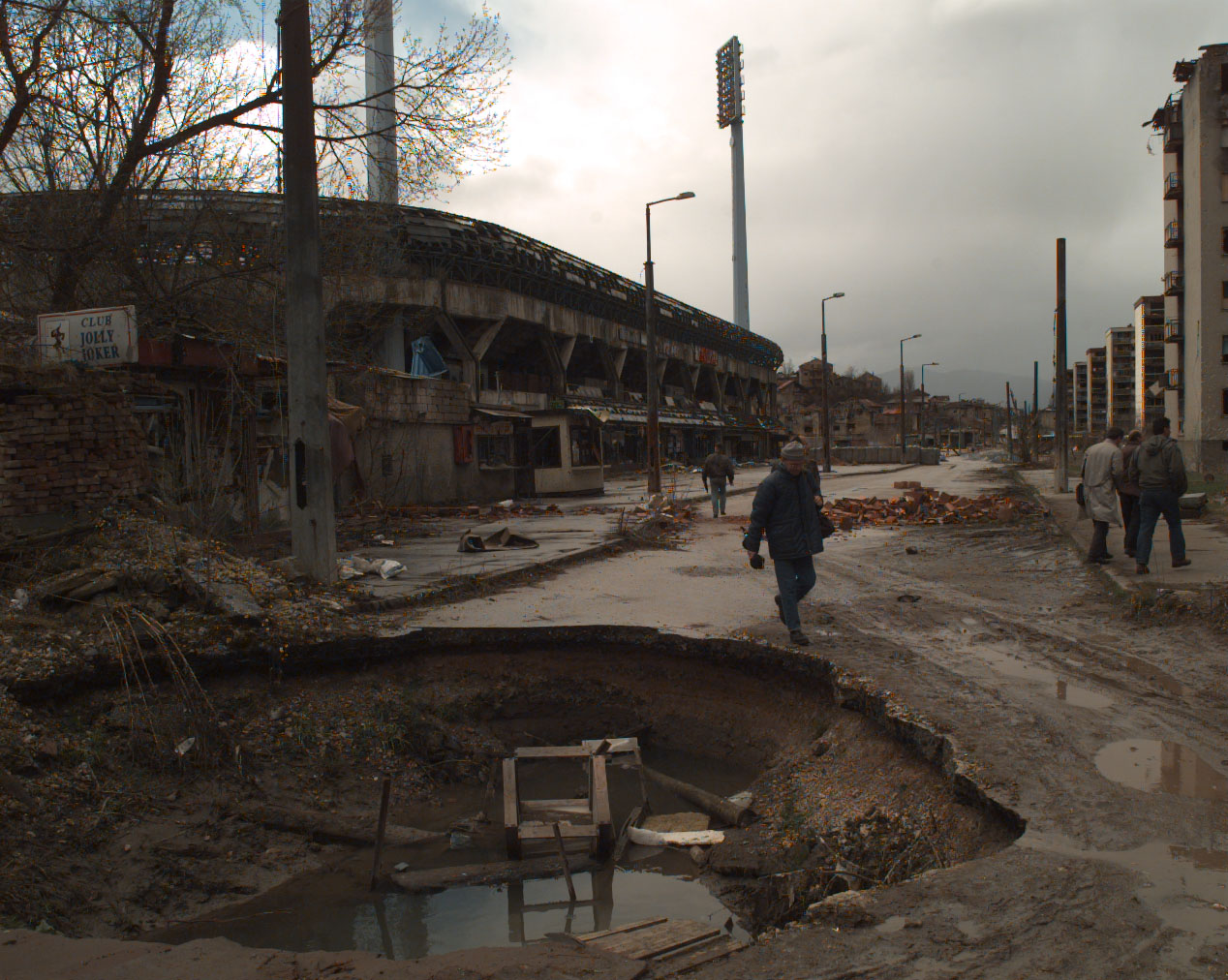
Стадион в 1996 году во время войны
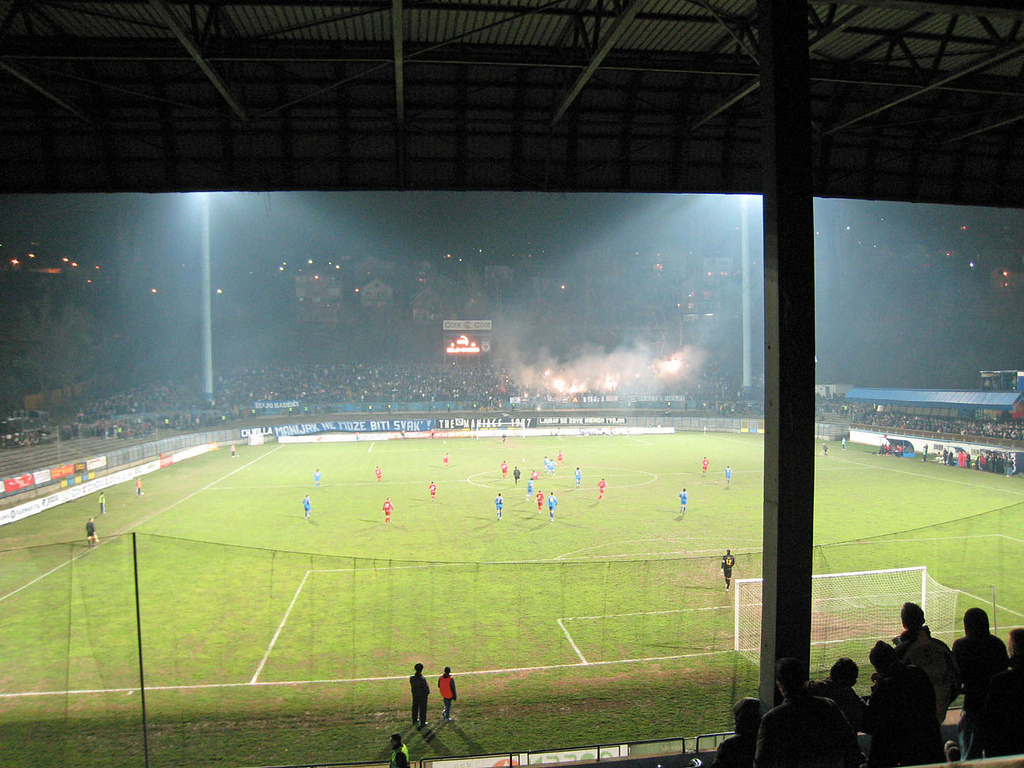
Грбавица при искусственном освещении
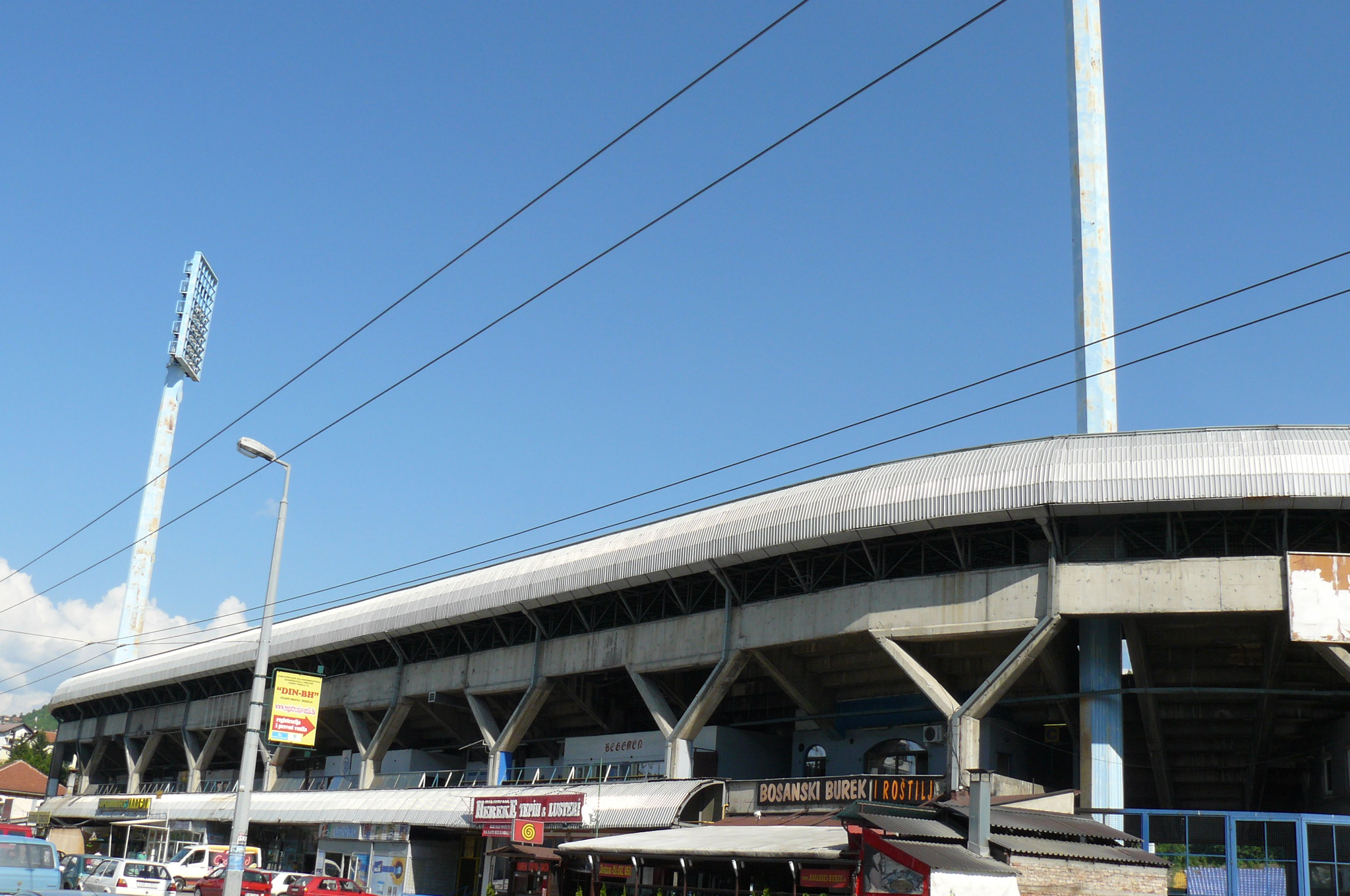
Внешний вид стадиона
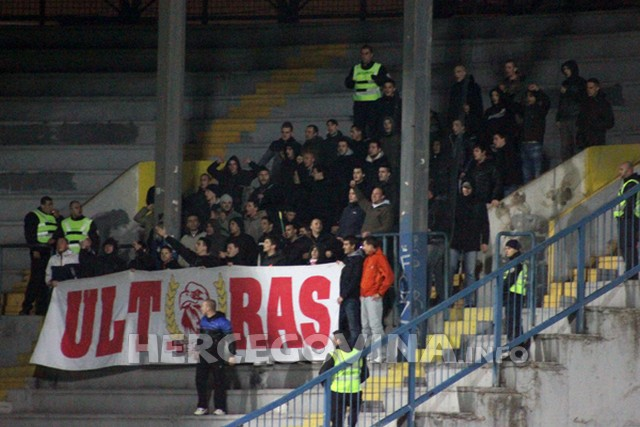
На трибунах